# Brongniartia
Brongniartia é um género botânico pertencente à família Fabaceae.
- Commons
- Wikispecies